# Бабич, Рушанна Юрьевна
Рушанна Бабич — российская актриса, народная артистка Республики Башкортостан, депутат Государственного Собрания ― Курултая Республики Башкортостан VI созыва (2018—2023).

## Биография
Рушанна Бабич — актриса Национального молодёжного театра республики Башкортостан.
Окончила актёрский факультет УГИИ, РАТИ, мастерская Васильева А. А. и Скорика И. В. Лауреат Республиканской молодёжной премии им. Ш. Бабича.
В 2024 году была доверенным лицом кандидата в президенты России Владимира Путина.

## Творчество
- 2000 — Концертная программа.

### Роли в театре

#### Башкирский академический театр драмы имени Мажита Гафури
- 1995 — «Он вернулся» по А. Атнабаев — Райля
- 1995 — «Двенадцатая ночь» по У. Шекспир — Виола

#### Национальный молодёжный театр республики Башкортостан имени Мустая Карима
- 1995 — «Любовью не шутят» по А. де Мюссе — Камилла
- 1995 — «Салават» по М. Карим — Ану
- 1995 — «Снежная королева» по Е. Шварц — Снежная королева
- 1996 — «Чайка» по А. П. Чехов — Нина Заречная
- 1997 — «Разбитый кувшин» по Г. Фон Клейст — Ева
- 1997 — «Любовь к трём апельсинам» по К. Гоцци — Клариче
- 1997 — «Если за дело примется бес… » по Т. Миннуллин — Янбике и Убырлы
- 1998 — «Полоумный Журден» по М. Булгаков — Люсиль
- 1998 — «Колокольчик» по Н. Асанбаев — Гульдар
- 1998 — «Приехали девушки в село» по Н. Гаитбай — Киньябике
- 1999 — «Похищение девушки» по М. Карим- Магибадар
- 2000 — «Шаура» по М. Бурангулов - Бану
- 2000 — «Подарок» по Р. Эрдуран — Актриса
- 2000 — «Колокольчик» по Н. Асанбаев — Рамиля
- 2001 — «Близко-далеко… » по И. Альмухаметов — Гульнур
- 2001 — «Студенты» по Н. Гаитбаев- Хакима
- 2001 — «Идиот» по Ф. Достоевский (спектакль УГАИ)- Настасья Филипповна
- 2003 — «Амазонки» по С. Латыпов, Х. Латыпова - Фатима
- 2004 — «Эх, парни… » по Б. Аппаев — Роза
- 2004 — «Лавина» по Т. Джюдженоглу — Акушерка
- 2004 — «Слышен крик павлина» по Ж. Ануй- Труда
- 2005 — «Алтын балта» по С. Сурина — Дух озера
- 2005 — «Гильмияза» по Т. Гарипова — Хазина
- 2006 — «Герой» по Д. Синг. — Пегин Майкл
- 2007 — «Возлюбленная моя» по Т. Миннуллин- Шуралина
- 2007 — «Батя Ялалетдин» по М. Карим- Кальбинур
- 2008 — «Пять вечеов» по А. Володин — Тамара
- 2009 — «Жених для шести невест» по Т. Миннуллин — Нина Васильевна
- 2009 — «Люстра» по И. Зайниев — Эльфа
- 2009 — «Два берега бытия» по М. Карим - Людмила
- 2010 — «Ромео и Джульетта» по У. Шекспир — Синьора Капулетти

### Фильмография
| Год  |   | Название              | Роль        |
| ---- | - | --------------------- | ----------- |
| 1996 | ф | Стеклянный пассажир   | Сара        |
| 2001 | ф | Радуга над деревней   | Гульдар     |
| 2002 | ф | Седьмое лето Сюмбель  | Фирдаус     |
| 2005 | ф | Долгое-долгое детство | Людмила     |
| 2008 | ф | Ловец ветра           | Наташа      |
| 2011 | ф | Тринадцатый раунд     | Лиля (мать) |